# Pierre Marie (médecin)
Pour les articles homonymes, voir Marie et Pierre Marie.
Pierre Marie, né le 9 septembre 1853 à Paris (ancien 10e arrondissement), mort le 12 avril 1940 à Neuilly-sur-Seine à l'Hôpital américain de Paris, est un médecin neurologue français. À la clinique neurologique de la Salpêtrière, il succède en 1917 à Jules Dejerine à la Chaire inaugurée par Jean-Martin Charcot.

## Biographie

### Carrière hospitalo-universitaire
Après ses études de médecine, il est nommé interne des hôpitaux de Paris en 1878 et commence à étudier la neurologie sous la tutelle de Jean-Martin Charcot à l'hôpital de la Salpêtrière et à Bicêtre. Pierre Marie est l'un des élèves les plus appréciés de Charcot et il devient son assistant spécial et le chef de son laboratoire. Il obtient son doctorat en médecine en 1883 avec une thèse sur une maladie thyroïdienne, la maladie de Basedow. Il obtient son agrégation à la faculté de médecine de Paris en 1889 où il a présenté une série de conférences célèbres sur les maladies de la moelle épinière.

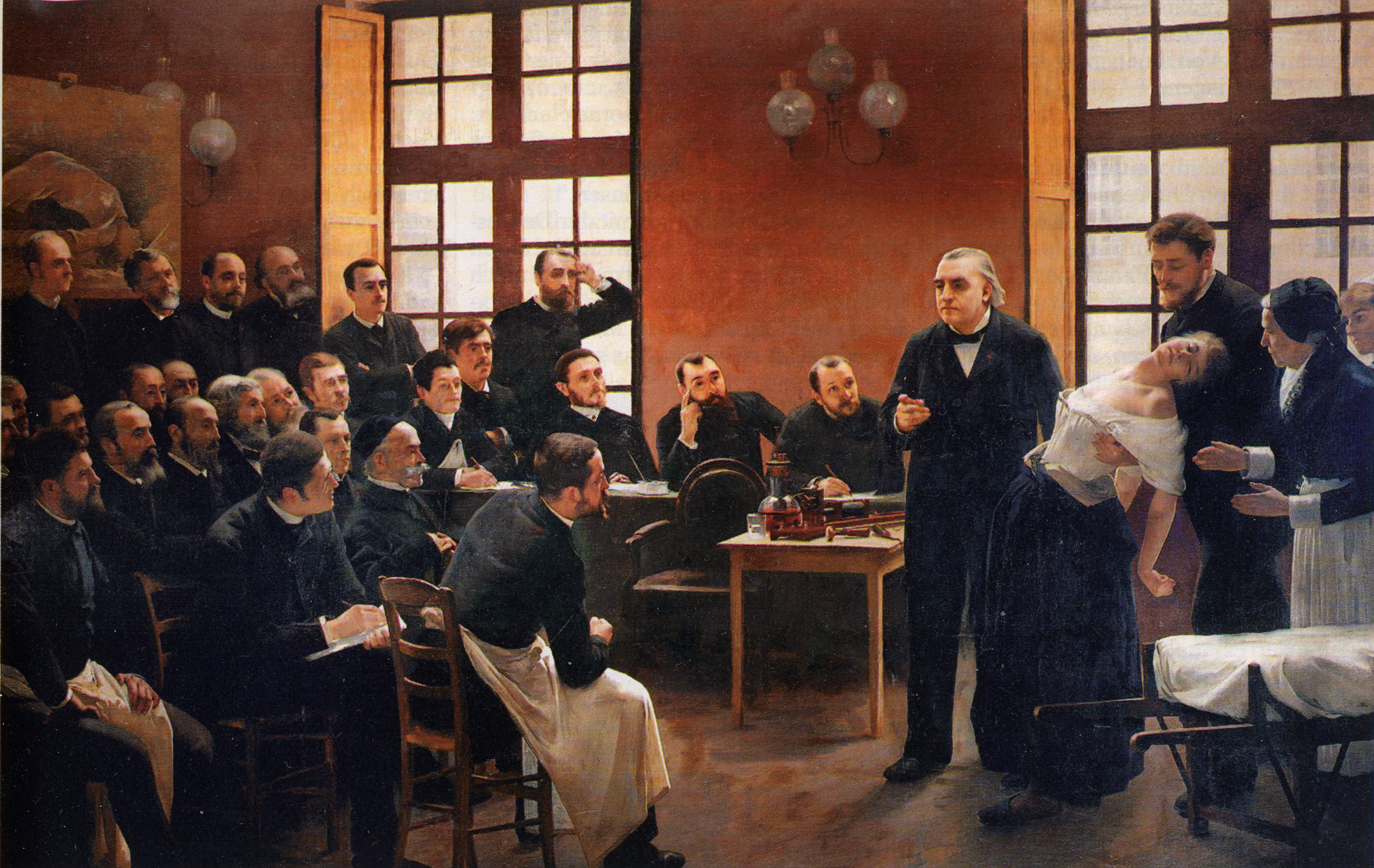
Pierre Marie est représenté sur le tableau Une leçon clinique à la Salpêtrière.

Entre 1885 et 1910, période la plus productive de sa carrière, il a écrit des nombreux articles et livres et a développé une école internationale de neurologie. Marie a identifié avec succès et a décrit une série de désordres auxquels son nom est lié. En 1886, il décrit l'acromégalie, une maladie qui portera plus tard son nom (maladie de Pierre Marie). L'analyse qu'il fait à cette occasion des désordres de l'hypophyse contribue de façon déterminante au domaine naissant de l'endocrinologie.
En 1897, il crée un service neurologique à Bicêtre qui obtient rapidement une réputation mondiale. Ses travaux sur l'aphasie l'ont opposé à Dejerine quant à la localisation du centre de la parole. En 1907 il a sollicité avec succès la chaire vacante d'anatomie pathologique à la faculté de médecine et, avec l'aide de Gustave Roussy, son successeur, Marie a complètement modernisé l'enseignement de cette discipline. 
En collaboration avec Charles Foix, Henry Meige et d'autres, il publia différents travaux consacrés aux séquelles neurologiques de la guerre.
En 1917, âgé de 64 ans, Marie a été nommé à la chaire de neurologie qui avait été créée pour Charcot et occupée depuis par Fulgence Raymond (1844-1919), Édouard Brissaud (1852-1909) et Joseph Jules Dejerine (1849-1917).
Il donna une matinée à tous les illustres élèves de ce dernier (Jean Lhermitte et Gustave Roussy entre autres) pour vider les lieux de la Salpêtrière[réf. souhaitée] afin de marquer sa prise de pouvoir.
Avec Édouard Brissaud, il a fondé la Revue neurologique en 1893, et la Société française de neurologie dont il fut le premier secrétaire général. Il a été nommé membre de l'Académie de médecine en 1911.
Parmi les médecins formés par  Pierre Marie au début du XXe siècle figurent également les neuropathologistes espagnols Nicolás Achúcarro et Gonzalo Rodríguez Lafora (en), deux éminents élèves de  Santiago Ramón y Cajal et membres de  l'école espagnole de neurologie.

### Activités journalistiques et politiques
À partir de 1928, Pierre Marie met fin à sa carrière médicale universitaire et consacre sa retraite au journalisme, d'abord pour la revue culturiste La Culture Physique, où il est introduit par Edmond Desbonnet. Ses écrits consistent essentiellement en recommandations de régimes et d'exercices de remise en forme et en commentaires sur la politique gouvernementale en matière de sports et de loisirs.
En 1930, il commence à rédiger des articles à caractère plus ouvertement politique pour le journal Le Populaire, quotidien du futur parti socialiste. Durant les années 1930, il est de plus en plus actif au sein de la SFIO, devenant l'un des intellectuels en vue du parti en matière de sports, loisirs et culture physique. Son pamphlet de 1934, Pour Le Sport Ouvrier est adopté par le Congrès de la  SFIO comme représentatif de la politique officielle du parti. C'est la première fois que la SFIO adopte explicitement la culture physique. Après l'élection du Front populaire en 1936, Pierre Marie entre comme conseiller technique au cabinet ministériel de Léo Lagrange, où il devient un ardent défenseur du sport ouvrier et de l'hygiène sociale au sein du gouvernement français. Il est alors l'une rares figures officielles à faire le pont entre culturisme et socialisme. Après la chute du Front populaire, Pierre Marie continue à écrire pour Le Populaire. 
Pierre Marie meurt le 12 avril 1940 à Neuilly-sur-Seine à l'Hôpital américain de Paris, un mois avant le début de la bataille de France et deux mois avant l'entrée des troupes allemandes dans Paris. Cependant à la fin du XXe siècle, l'historien Pascal Ory découvre des textes attribués à Marie dans des numéros de l'année 1941 de la revue favorable au Régime de Vichy Le Rouge et le Bleu. Ceci conduit certains historiens à interpréter l'influence de la culture physique sur la SFIO et le régime de Vichy dans les années 1940, comme l'une des motivations ayant amené nombre de socialistes à soutenir Pétain, ce à quoi Pierre Marie, selon Ory, aurait donc peut-être indirectement contribué.

## Éponymie
Il est à l'origine de la découverte de plusieurs entités cliniques nouvelles comme l'atrophie musculaire progressive en 1886, l'acromégalie en 1886, l'ostéoartropathie hypertrophique « pneumique » en 1890, l'hérédoataxie cérébelleuse en 1893, la spondylarthrite ankylosante (sous le nom de « spondylose rhizomélique ») en 1898, ce qui lui vaut une réputation internationale.
La forme pure d'un trouble articulatoire du langage, l'anarthrie, porte également son nom.

## Œuvres et publications
- Leçons sur les maladies de la moëlle, G. Masson (Paris), 1892, 1 vol. (II-504 p.) : fig. ; in-8, lire en ligne sur Gallica.
- Neurologie, Maloine (Paris), 1921.